# Da Montefeltro

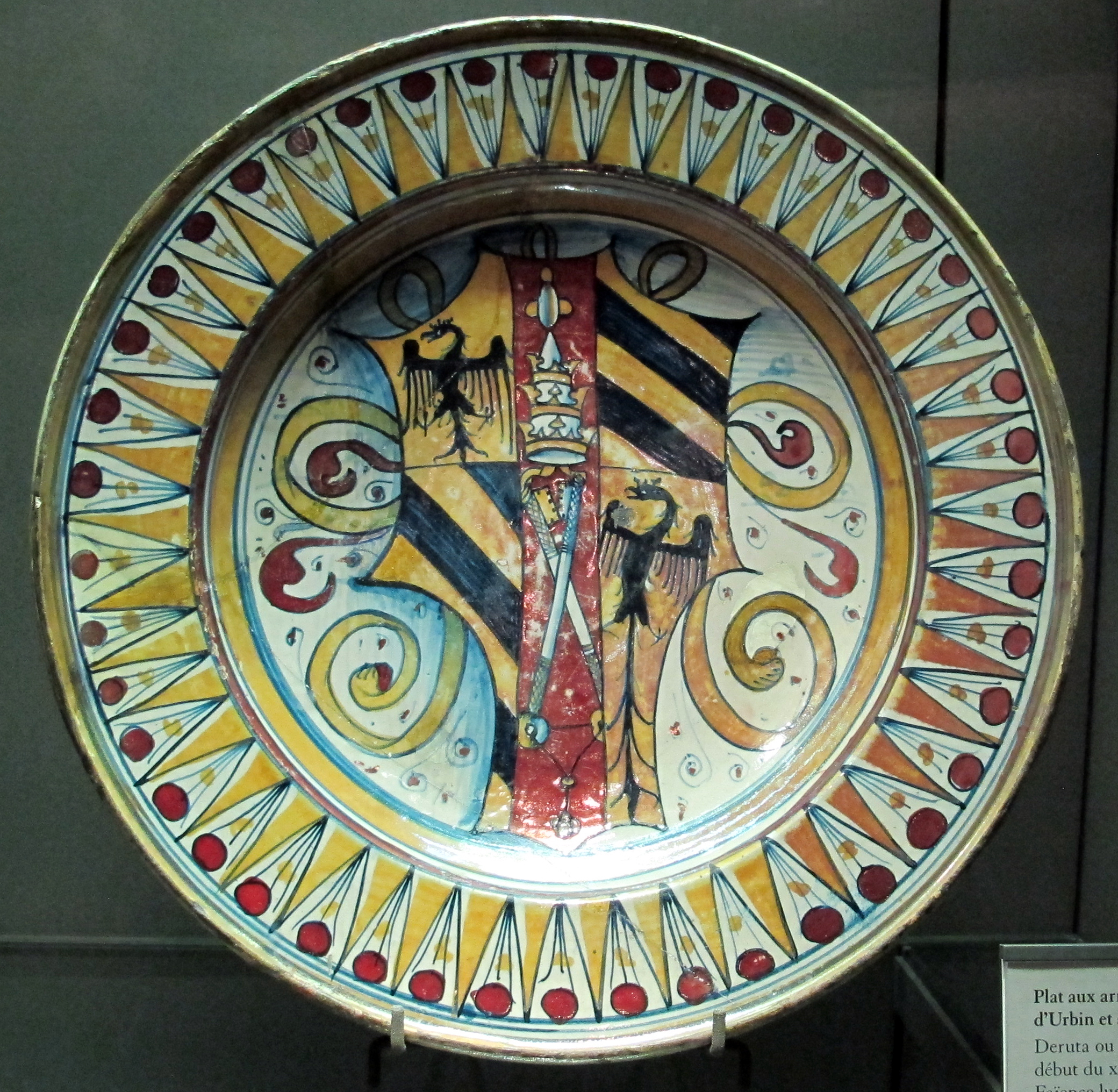
Piatto con decoro a denti di lupo e stemma Montefeltro

Il casato nobiliare dei da Montefeltro fu la famiglia dinastica che governò prima il castello di Monte Copiolo (XII secolo), poi la contea di Montefeltro e quella di Urbino.
Nel XV secolo il loro dominio si estese su tutto il Ducato di Urbino, uno Stato che comprendeva la parte settentrionale delle odierne Marche, parte della Romagna toscana e parte dell'Umbria.

## Storia

### Conti di Monte Copiolo
La dinastia nacque, presumibilmente, da un ramo della famiglia dei conti di Carpegna con Antonio I da Montefeltro. Il primo personaggio di cui si tramandarono le gesta fu Montefeltrano I (1135-1202), conte del castello di Monte Copiolo. Due dei suoi figli, Bonconte e Taddeo, furono ricordati come valorosi uomini d'armi.
Mentre il ramo principale dei Carpegna indirizzò i propri interessi verso la valle del Foglia, questo secondo ramo si volse a nord, in direzione della Valmarecchia. Nella seconda metà del XII secolo si impadronirono del centro principale dell'alta Valmarecchia, San Leo (Mons Feretri), che era anche sede vescovile, ed assunsero il nome attuale. I loro domini si estesero rapidamente e i Da Montefeltro salirono alla testa dei ghibellini di Romagna.
La famiglia Da Montefeltro fu fedele all'imperatore del Sacro Romano Impero per tutta la prima metà del XIII secolo. Nel 1226 Bonconte I e Taddeo I ottennero dall'imperatore Federico II il feudo di Urbino. Nel 1247-48, periodo di crisi dei rapporti tra papato e impero, papa Innocenzo IV dichiarò nulle le investiture di Taddeo di Montefeltro su Urbino e scomunicò tutti i fedeli di Federico II nella contea. Ne nacque un conflitto armato in cui i ghibellini uscirono sconfitti. Quando anche Federico II riportò una disfatta (Parma, 18 febbraio 1248) Taddeo, insieme con i medici e i Conti di Carpegna, decisero di cambiare bandiera (aprile 1248). La defezione del 1248 segnò una frattura all'interno della famiglia Montefeltro: il ramo della famiglia con capostipite Taddeo abbracciò la parte guelfa; l'altro ramo della famiglia, costituito dai nipoti di Taddeo, tra cui Montefeltrano II e Ugolino, vescovo di San Leo, rimase invece fedele al campo ghibellino.
Nel 1328 i Da Montefeltro furono nominati conti palatini.

### Duchi di Urbino
Il primo Conte a proteggere anche le arti fu Gianfranco dei monti (morto nel 1443), che accolse a corte Ciriaco de' Pizzicolli e Antonio Alberti.
Papa Eugenio IV nel 1443 nominò suo figlio Oddantonio II da Montefeltro duca, con Urbino che diventò capitale dello Stato e che si preparava a diventare uno dei centri principali del Rinascimento italiano. Egli regnò però per meno di un anno, dal 1443 al 1444, prima di essere assassinato. Prese dunque il potere il fratellastro maggiore Federico, uno dei più grandi principi nello scacchiere italiano dell'epoca, celebre tanto come condottiero in battaglia che come colto mecenate delle arti. Federico era figlio naturale del conte Bernardino Ubaldini della Carda e di Aura da Montefeltro, figlia naturale di Guidantonio da Montefeltro. Alternò le campagne militari a una brillante carriera di statista, occupandosi anche dell'erezione del Palazzo Ducale e chiamando alla sua corte artisti famosissimi, da Leon Battista Alberti a Piero della Francesca, da Paolo Uccello a Pedro Berruguete, da Luca della Robbia a Giusto di Gand, oltre al nutrito gruppo di architetti e scultori che abbellì il suo palazzo.
Confermato duca nel 1474, promosse la costruzione di numerose rocche, progettate da Francesco di Giorgio, e raccolse una delle biblioteche più importanti del Rinascimento. Sposò nel 1459 Battista Sforza e resse con solida autorità il proprio regno fino alla morte, avvenuta nel 1482.
Dopo un periodo di reggenza da parte del conte Ottaviano Ubaldini della Carda, salì al potere suo figlio Guidobaldo I da Montefeltro, giovane promettente ma malato fin dalla giovinezza, che per tale ragione non riuscì ad eguagliare la carriera militare paterna, pur prendendo parte ad alcune battaglie come condottiero. Sposò Elisabetta Gonzaga e protesse artisti quali Raffaello, il Bramantino e Luca Signorelli. Celebre monumento letterario alla corte sua e di sua moglie è il Cortegiano di Baldassarre Castiglione. Il suo regno venne turbato dalle lotte contro lo Stato della Chiesa, in particolare le conquiste, mai di lunga durata, subite dai nipoti dei pontefici, quali il Duca Valentino e Lorenzo de' Medici.
Guidobaldo morì senza figli, non prima di aver però adottato il primogenito di sua sorella Giovanna, Francesco Maria I Della Rovere, che divenne il quarto duca di Urbino.

## Linea dinastica

### Conti di Monte Copiolo, poi di Montefeltro
- 1184-1202: Montefeltrano I da Montefeltro (Monte Copiolo, 1135 ca. – 1202)
- 1202-1242: Bonconte I da Montefeltro (Monte Copiolo,1165 – 1242)

### Conti di Urbino
- 1234-1242: Bonconte I da Montefeltro (n.1165 - m.1242)
- 1242-1255: Montefeltrano II da Montefeltro (m.1255)
- 1255-1285: Guido (n.1223 - m.1298; protagonista del XXVII canto dell'Inferno della Divina Commedia) e Galasso da Montefeltro (m.1330)
  - 1285-1304: controllo Papale
- 1296-1322: Federico I da Montefeltro (m.1322)
- 1322-1360: Guido II e Nolfo da Montefeltro (n.1290 ca. - m.1364)
  - 1322-1324: controllo Papale
- 1360-1363: Federico II da Montefeltro (m.1370 ca.)
- 1363-1404: Antonio II da Montefeltro (n.1348 - m.1404)
  - 1369-1375: controllo Papale
- 1404-1443: Guidantonio da Montefeltro (n.1377 - m.1443)

### Duchi di Urbino

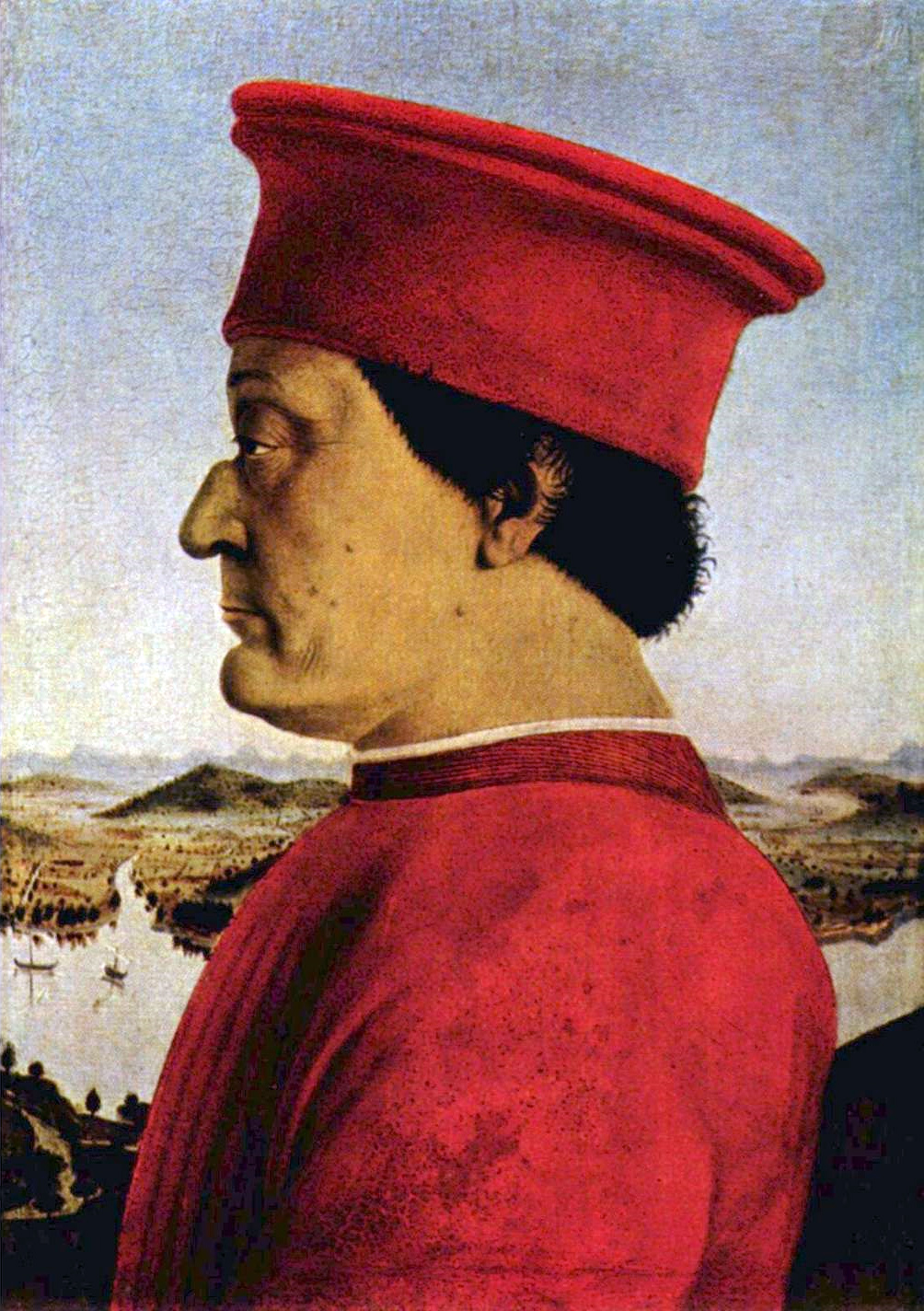
Federico da Montefeltro ritratto da Piero della Francesca

- 1443-1444: Oddantonio II da Montefeltro (n.1425 - m.1444), primo duca di Urbino
- 1444-1482: Federico III da Montefeltro (n.1422 - m.1482), secondo duca di Urbino
- 1482-1508: Guidobaldo da Montefeltro (n.1472 - m.1508), terzo duca di Urbino
  - 1502-1503: Dominio di Cesare Borgia
- Segue il dominio della famiglia Della Rovere
  - 1516-1518: Lorenzo de' Medici duca di Urbino
- Ritorno dei Della Rovere

## Altre personalità
- Taddeo I da Montefeltro (m. 1251 ca) figlio di Montefeltrano I da Montefeltro e fratello di Bonconte I da Montefeltro;
- Taddeo II da Montefeltro (m. 1282) figlio di Bonconte I da Montefeltro, condottiero guelfo e conte di Pietrarubbia;
- Bonconte da Montefeltro (1250-1289) condottiero ghibellino, da non confondere con Bonconte I da Montefeltro (n.1165-m.1242);
- Corrado da Montefeltro (m. 1288 o 1293) figlio di Taddeo II da Montefeltro;
- Taddeo Novello da Pietrarubbia (m. 1299) figlio di Taddeo II da Montefeltro e conte di Pietrarubbia dopo la sua morte;
- Battista Malatesta (1384 – 1447/1448 circa), figlia di Antonio II da Montefeltro, di Agnesina dei Prefetti di Vico, nipote di Federico II da Montefeltro e moglie del duca Galeazzo Malatesta, con cui ebbe una figlia, Elisabetta, e una nipote, Costanza da Varano;
- Antonio da Montefeltro (1445-1508), Signore di Cantiano: figlio naturale di Federico da Montefeltro.